# 勒普什鄉
47°29′44″N 24°0′25″E / 47.49556°N 24.00694°E
勒普什鄉（羅馬尼亞語：Comuna Lăpuș, Maramureș），是羅馬尼亞的鄉份，位於該國西北部，由馬拉穆列什縣負責管轄，面積50平方公里，海拔高度384米，2007年人口3,899，人口密度每平方公里78人。